# Częstotliwość alarmowa

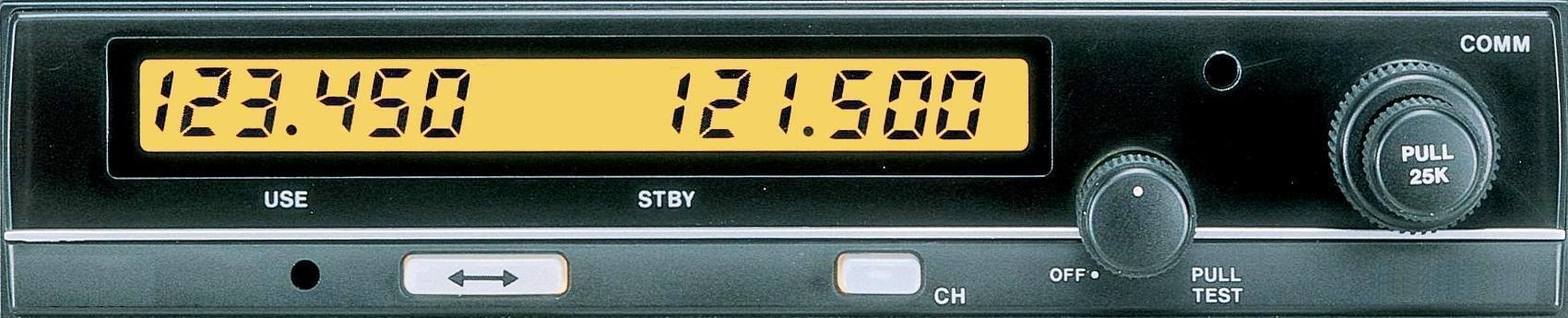
Typowe radio używane w samolotach z ustawioną częstotliwością zapasową 121,5 MHz

Częstotliwość alarmowa – częstotliwość radiowa w zakresie pasma lotniczego zarezerwowana do użytku przez statki powietrzne będące w sytuacji zagrożenia. Częstotliwość ta została ustanowiona przez Organizację Międzynarodowego Lotnictwa Cywilnego w porozumieniu z Międzynarodowym Związkiem Telekomunikacyjnym i jest taka sama na całym świecie – 121,5 MHz dla cywilnych statków powietrznych i 243,0 MHz dla wojskowych statków powietrznych.

## Użytkowanie

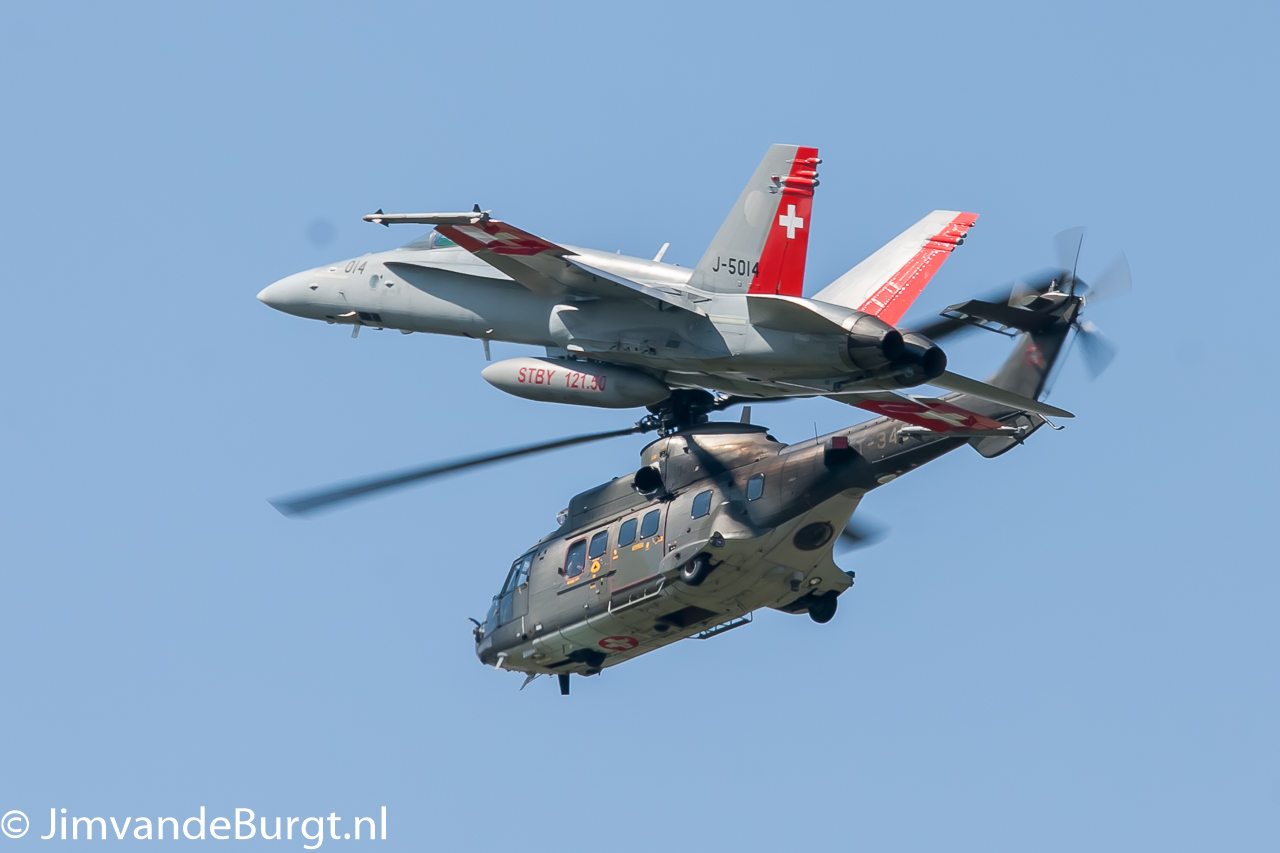
Samolot F-18 Hornet Szwajcarskich Sił Powietrznych z rozkazem STBY 121.5 na dodatkowym zbiorniku paliwa.

Z częstotliwości alarmowej korzystać mogą statki powietrzne będące w sytuacji zagrożenia, a także służby kontroli ruchu lotniczego w celu ustanowienia łączności ze statkiem powietrznym, aby ostrzec go przed wleceniem w strefę ograniczoną, zakazaną bądź niebezpieczną jeżeli nie ma z nim kontaktu na innych częstotliwościach. Nadawanie depesz o zagrożeniu przez statki powietrzne na częstotliwości alarmowej jest jednak rzadkością, gdyż większość z nich jest cały czas w kontakcie ze służbą kontroli ruchu lotniczego bądź służbą informacyjną, którą również można poinformować o zaistniałym zagrożeniu.
Z częstotliwości tej mogą korzystać także samoloty wojskowe podczas przechwytywania statków powietrznych, aby szybko nawiązać łączność radiową i przekazać polecenia przechwytywanemu statkowi powietrznemu.
Statki powietrzne służby ratowniczej również mogą korzystać z częstotliwości alarmowej na potrzeby koordynacji działań, jednak tylko jeżeli nie przeszkadza to w obsłudze statku powietrznego będącego w zagrożeniu.
Nadajniki ELT oraz EPIRB używają zarówno częstotliwości 121,5 MHz oraz 406,0 MHz, aby pomóc w odnalezieniu wraku statku powietrznego i przyspieszyć akcję ratowniczą.

### Monitorowanie
W Polsce, w przeciwieństwie do państw takich jak Stany Zjednoczone, nie ma obowiązku monitorowania częstotliwości alarmowych przez statki powietrzne, jednak duża część załóg mimo to nasłuchuje na przynajmniej jednej z nich z użyciem drugiego radia. Częstotliwości te są również monitorowane przez organy kontroli ruchu lotniczego (włącznie z tymi w portach lotniczych), służby ratownicze, niektóre mniejsze lotniska oraz radioamatorów.